# Colonne sonore di Slam Dunk
Lista delle colonne sonore della serie televisiva anime di Slam Dunk.

## Colonna sonora

### TV Animation SLAM DUNK Original Soundtrack
TV Animation SLAM DUNK Original Soundtrack è il primo album di colonne sonore dell'anime Slam Dunk, pubblicato il 12 marzo 1994 dall'etichetta discografica Zain Records. Presenta anche i brani Kimi ga suki da to sakebitai dei Baad (sigla d'apertura per gli episodi 1-61) e Anata dake mitsumeteru di Maki Ohguro (sigla di chiusura per gli episodi 1-24).
Tracce
Musiche di Takanobu Masuda.
1. Baad – Kimi ga suki da to sakebitai (君が好きだと叫びたい?) – 3:51 (testo: Kyoji Yamada – musica: Yoshio Tatano)
2. Sakuragi Hanamichi no Theme ~Tensai Basketman tojo~ (桜木 花道のテーマ～天才バスケットマン登場～?, Sakuragi hanamichi no Tēma ~Tensai Basukettoman tōjō~) – 2:43 (musica: Takaya Kato)
3. Dunk shot o Kimete yaruze! (ダンクシュートを決めてやるぜ!?, Danku shūto o kimete yaruze!) – 2:24 (musica: Takaya Kato)
4. Rukawa Kaede no theme ~COOL GUY,RUKAWA~ (流川 楓のテーマ～COOL GUY,RUKAWA～?, Nagarekawa Kaede no Tēma ~COOL GUY, RUKAWA~) – 2:28 (musica: Daisuke Ikeda)
5. Kakatte koi! (かかってこい!!?) – 2:37 (musica: Daisuke Ikeda)
6. Akagi Takenori no Theme ~Gori sanjo~ (赤木 剛憲のテーマ～ゴリ参上～?, Akagi Takenori no Tēma ~Gori sanjō~) – 2:30 (musica: Takaya Kato)
7. Otoboke Hanamichi (おとぼけ花道?) – 2:30 (musica: Daisuke Ikeda)
8. Akagi Haruko no Theme ~lovely ♥ Haruko chan~ (赤木 晴子のテーマ～Lovely♥晴子ちゃん～?, Akagi Haruko no Tēma ~lovely ♥ Haruko-chan~) – 3:39 (musica: Takaya Kato)
9. Nani ga nandemo makerarenai! (なにがなんでも負けられない!?) – 2:30 (musica: Daisuke Ikeda)
10. Maki Ohguro – Anata dake mitsumeteru (あなただけ見つめてる?) – 4:44 (Maki Ohguro)

### TV Animation SLAM DUNK Original Soundtrack ~Special TV Version~
TV Animation SLAM DUNK Original Soundtrack ~Special TV Version~ è il secondo album di colonne sonore dell'anime Slam Dunk, pubblicato il 20 marzo 1995 dall'etichetta discografica Zain Records. Presenta anche i brani Kimi ga suki da to sakebitai dei Baad (sigla d'apertura per gli episodi 1-61) e Sekai ga owaru made wa... dei Wands (sigla di chiusura per gli episodi 25-49).
Tracce
Musiche di BMF.
1. Baad – Kimi ga sukida to sakebitai ~TV Version~ (君が好きだと叫びたい～TV Version～?) – 1:36 (testo: Yoshio Tatano – musica: Masao Akashi)
2. TIP OFF!! – 1:12 (musica: Daisuke Ikeda)
3. Rukawa Kaede ~Shori wo yobu otoko~ (流川楓～勝利を呼ぶ男～?, Rukawa Kaede ~Shōri o yobu otoko~) – 1:54 (musica: Akihito Tokunaga)
4. Cho-jo taiketsu ~Maki vs. Rukawa~ (超上対決～牧VS仙道～?, Chō-jō taiketsu ~Maki vs. Rukawa~) – 1:27 (musica: Akihito Tokunaga)
5. Raibaru taiketsu ~Sendo VS Rukawa~ (ライバル対決～仙道VS流川～?, Raibaru taiketsu ~Sendō VS Rukawa~) – 1:26 (musica: Akihito Tokunaga)
6. Shohoku no Five doyo (湘北ファイブの動揺?, Shōhoku Faibu no dōyō) – 1:14 (musica: Akihito Tokunaga)
7. Semarikuru fuan (せまりくる不安?) – 0:40 (musica: Takaya Kato)
8. OUTSIDER – 1:08 (musica: Naoki Yomogida)
9. Mou dareni mo tomerarenai (一触即発～もう誰にもとめられない?, Isshoku sokuhatsu~ mō dareni mo tomerarenai) – 1:18 (musica: Takanobu Masuda)
10. Hageshiku...munashiku (激しく…むなしく…?) – 2:01 (musica: Daisuke Ikeda)
11. Shizukanaru netsui ~Omoi wa zenkoku e~ (静かなる熱意～想いは全国へ～?) – 1:52 (musica: Daisuke Ikeda)
12. Hanamichi no ketsui ~Oja e no shuppatsu~ (花道の決意～王者への出発～?, Hanamichi no ketsui ~Ōja e no shuppatsu~) – 1:17 (musica: Akihito Tokunaga)
13. Timeout Shohoku kimitachi wa tsuyoi! (タイムアウト湘北 君達は強い…!!?, Taimuauto Shōhoku kimitachi wa tsuyoi…!!) – 1:05 (musica: Akihito Tokunaga)
14. Sokko!! Hangeki kaishi (速攻!!反撃開始?, Sokkō!! Hangeki kaishi) – 0:45 (musica: Daisuke Ikeda)
15. Mitsui no iji (三井の意地?) – 1:31 (musica: Akihito Tokunaga)
16. Akagi no fuan (赤木の不安?) – 1:26 (musica: Akihito Tokunaga)
17. Moeru otoko Captain Akagi (燃える男 キャプテン赤木?, Moeru otoko Kyaputen Akagi) – 1:25 (musica: Akihito Tokunaga)
18. Kiai o irenaose! (気合いを入れ直せ!?) – 1:25 (musica: Daisuke Ikeda)
19. Mada mada yuzurenai! (まだまだゆずれない!?) – 0:49 (musica: Daisuke Ikeda)
20. Hanamichi ~Rebound e no michi~ (花道～リバウンドへの道～?, Hanamichi ~Ribaundo e no michi~) – 1:02 (musica: Daisuke Ikeda)
21. Norowareta furīsurō “hazuse hazuse hazuse... ochiro ochiro ochiro..." (呪われたフリースロー“はずせはずせはずせ・・・おちろおちろおちろ・・・"?) – 0:26 (musica: Akihito Tokunaga)
22. Garan toshita taiikukan (ガランとした体育館?) – 1:44 (musica: Takanobu Masuda e Daisuke Ikeda)
23. Kimi ni muchu! (君に夢中!?, Kimi ni muchū!) – 1:10 (musica: Takaya Kato)
24. Tomadoi (とまどい?) – 1:26 (musica: Daisuke Ikeda)
25. SCHOOL DAYS – 2:34 (musica: Takaya Kato)
26. Yoake (夜明け?) – 1:28 (musica: Daisuke Ikeda)
27. Twilight (トワイライト?, Towairaito) – 2:47 (musica: Takaya Kato)
28. Wands – Sekai ga owaru made wa ~TV Version~ (世界が終るまでは…～TV Version～?) – 1:32 (testo: Show Wesugi – musica: Tetsuro Oda)

### Slam Dunk Original Soundtrack 3 "'95 SUMMER"
Slam Dunk Original Soundtrack 3 "'95 SUMMER" (スラムダンク オリジナルサウンドトラック3 ｢'95 SUMMER｣?, Suramu Danku Orijinaru Saundotorakku 3 "'95 SUMMER") è il terzo album di colonne sonore dell'anime Slam Dunk, pubblicato il 24 luglio 1995 dall'etichetta discografica Zain Records. Presenta anche i brani Zettai ni, daremo dei Zyyg (sigla d'apertura per gli episodi 62-101), Endless Chain (Cine Version) dei Baad e Kirameku toki ni torawarete dei MANISH (sigla di chiusura per gli episodi 50-81).
Tracce
Musiche di Akihito Tokunaga.
1. On Summer (オン・サマー?, On Samā) – 0:16
2. Zyyg – Zettai ni, daremo (TV VERSION) (ぜったいに誰にも(TVヴァージョン)?, Zettai ni, daremo (TV Vājon)) – 1:48 (testo: Seiki Takayama – musica: Tetsuro Oda)
3. Blue (ブルー?, Burū) – 1:32
4. Ichiro (イチロー?, Ichirō) – 2:27
5. Brand New Day (ブランニュー・デイ?, Buran Nyū Dei) – 2:59
6. Dreamy (ドリーミー?, Dorīmī) – 0:59
7. Shock! (ショック!?, Shokku!) – 0:27
8. Cloudy Sunset (クラウディ・サンセット?, Kuraudi Sansetto) – 2:42
9. Sakuragi Gundan (サクラギ・ガンダン?) – 1:03
10. Nostalgia (ノスタルジア?, Nosutarujia) – 2:10
11. Oh! Boy (オー!ボーイ?, Ō! Bōi) – 0:12
12. From Akagi (フローム・アカギ?, Furōmu Akagi) – 0:51
13. Channel 42 (チャンネル42?, Channeru 42) – 2:26
14. Dream Again (ドリーム・アゲイン?, Dorīmu Agein) – 3:02
15. Tightrope (タイトロープ?, Taitorōpu) – 1:11
16. Beat the Hero (ビート・ザ・ヒーロー?, Bīto za Hīrō) – 1:43
17. Go Ahead! (ゴー・アヘッド!?, Gō Aheddo!) – 2:59
18. Head Dunk! (ヘッド・ダンク!?, Heddo Danku!) – 0:27
19. Fight! (ファイト!?, Faito!) – 3:12
20. Baad – ENDLESS CHAIN (CINE VERSION) – 1:51 (testo: Kyoji Yamada – musica: Shinichiro Ohta)
21. MANISH – Kirameku toki ni torawarete (CINE VERSION) (煌めく瞬間に捕われて (CINE VERSION)?) – 2:30 (testo: Misuzu Takahashi e Daria Kawashima – musica: Daria Kawashima)

## Compilation

### TV Animation SLAM DUNK Opening & Ending Theme Songs
TV Animation SLAM DUNK Opening & Ending Theme Songs è il primo album compilation dell'anime Slam Dunk, pubblicato il 20 marzo 1996 dall'etichetta discografica B-Gram Records.
Tracce
1. Baad – Kimi ga suki da to sakebitai (君が好きだと叫びたい?) – 3:54 (testo: Kyoji Yamada – musica: Yoshio Tatano)
2. Maki Ohguro – Anatadake mitsumeteru (あなただけ見つめてる?) – 4:45 (testo: Maki Ohguro – musica: Maki Ohguro)
3. Wands – Sekai ga owaru madewa (世界が終るまでは…?) – 5:16 (testo: Show Wesugi – musica: Tetsuro Oda)
4. MANISH – Kirameku toki ni torawarete (煌めく瞬間に捕われて?) – 4:26 (testo: Misuzu Takahashi – musica: Daria Kawashima)
5. Zyyg – Zettai ni, daremo (ぜったいに 誰も?) – 3:22 (testo: Seiki Takayama – musica: Tetsuro Oda)
6. Zard – My Friend (マイ フレンド?, Mai Furendo) – 4:16 (testo: Izumi Sakai – musica: Tetsuro Oda)

### THE BEST OF TV ANIMATION SLAM DUNK ~Single Collection~
THE BEST OF TV ANIMATION SLAM DUNK ~Single Collection~ è il secondo album compilation dell'anime Slam Dunk, pubblicato il 21 luglio 2003 dall'etichetta discografica B-Gram Records. Il 17 dicembre 2014 il CD è stato ristampato con il titolo THE BEST OF TV ANIMATION SLAM DUNK ~Single Collection~ HIGH SPEC EDITION.
Tracce
1. Baad – Kimi ga suki da to sakebitai (君が好きだと叫びたい?) – 3:54 (testo: Kyoji Yamada – musica: Yoshio Tatano)
2. Maki Ohguro – Anatadake mitsumeteru (あなただけ見つめてる?) – 4:45 (testo: Maki Ohguro – musica: Maki Ohguro)
3. Wands – Sekai ga owaru madewa (世界が終るまでは…?) – 5:16 (testo: Show Wesugi – musica: Tetsuro Oda)
4. MANISH – Kirameku toki ni torawarete (煌めく瞬間に捕われて?) – 4:26 (testo: Misuzu Takahashi – musica: Daria Kawashima)
5. Zyyg – Zettai ni, daremo (ぜったいに 誰も?) – 3:22 (testo: Seiki Takayama – musica: Tetsuro Oda)
6. Zard – My Friend (マイ フレンド?, Mai Furendo) – 4:16 (testo: Izumi Sakai – musica: Tetsuro Oda)
7. Baad – ENDLESS CHAIN ~CINE VERSION~ – 1:51 (testo: Kyoji Yamada – musica: Shinichiro Ohta)
8. MANISH – Kirameku toki ni torawarete ~CINE VERSION~ (煌めく瞬間に捕われて ～CINE VERSION～?) – 2:30 (testo: Misuzu Takahashi – musica: Daria Kawashima)